# Elenilson da Silva
Elenilson da Silva (* 24. Januar 1972) ist ein ehemaliger brasilianischer Langstreckenläufer.
1995 lief er bei den Crosslauf-Weltmeisterschaften in Durham auf den 34. Platz und gewann bei den Leichtathletik-Südamerikameisterschaften in Santiago Silber über 5000 m.
Bei den Crosslauf-WM 1996 in Stellenbosch kam er auf Rang 148 und bei den Crosslauf-WM 1997 in Turin auf Rang 37.
1999 siegte er bei den Panamerikanischen Spielen in Winnipeg über 10.000 m und holte Silber über 5000 m. Im Jahr darauf siegte er bei den Iberoamerikanischenmeisterschaften über 10.000 m und gewann Bronze über 5000 m. Beim São-Paulo-Marathon wurde er Vierter und beim Long-Beach-Marathon Zweiter.
2001 belegte er bei den Crosslauf-WM in Oostende auf den Langstrecke den 57. Platz, siegte bei den Südamerikameisterschaften in Manaus über 5000 m und kam beim Berlin-Marathon auf den 13. Platz.
Er gehörte zur brasilianischen Mannschaft, die am 19. April 1998 in Manaus mit 2:04:50 h den aktuellen Südamerika-Rekord in der Marathonstaffel aufstellte.

## Persönliche Bestzeiten
- 5000 m: 13:36,73 min, 30. April 1999, São Leopoldo
- 10.000 m: 28:13,69 min, 7. Juli 2000, Montreal
- Marathon: 2:12:14 h, 30. September 2001, Berlin